# Trichocoronis
Trichocoronis, rod glavočika iz podtribusa Trichocoroninae,  dio tribusa Eupatorieae.. Postoje dvije vrste iz Sjeverne Amerike i Meksika.

## Opis
Trichocoronis je mali rod vodenog ili subakvatičnog bilja koje se nalazi u jugozapadnom dijelu SAD-a i Meksiku. Karakteriziraju ga male kompaktne glavice s brojnim cvjetovima i karakteristični (unutar Eupatorieae) bazni broj kromosoma x=15 koji dijeli s blisko srodnim unispecifičnim vodenim Sclerolepisom.
Vrsta T. rivularis ponekad se izdvaja kao unispecifični rod Shinnersia na temelju svojih bezpapusnih cipsela (King & Robinson 1970). Ova vrsta se koristi kao akvarijska biljka, a prodaje se pod imenom "Mexican Oakleaf". Zabilježeno je da je prisutan kao neofit na nekoliko lokacija u Europi (Eliáš et al. 2009).

## Vrste
1. Trichocoronis sessilifolia (S.Schauer) B.L.Rob.
2. Trichocoronis wrightii A.Gray

## Sinonimi
Nema.